# Colonna del Diavolo
La colonna del Diavolo, o colonna imperiale, è una colonna di epoca romana posta in piazza Sant'Ambrogio a Milano nei pressi della basilica di Sant'Ambrogio. Il suo nome è legato a una leggenda secondo la quale la colonna fu testimone di una lotta tra sant'Ambrogio e il diavolo. La colonna, che è in marmo cipollino con capitello corinzio, originariamente apparteneva al palazzo imperiale romano di Milano, costruito dall'imperatore Massimiano alla fine del III secolo, nell'epoca in cui la città romana di Mediolanum (la moderna Milano) diventò capitale dell'Impero romano d'Occidente. 

## Storia/leggenda
La colonna è in marmo cipollino con capitello corinzio. Si trova in piazza Sant'Ambrogio a Milano nei pressi della basilica di Sant'Ambrogio. Secondo gli studiosi, la colonna originariamente apparteneva al palazzo imperiale romano di Milano, costruito dall'imperatore Massimiano alla fine del III secolo nell'epoca in cui la città romana di Mediolanum (la moderna Milano) diventò capitale dell'Impero romano d'Occidente, ruolo che ebbe dal 286 al 402.
Secondo notizie riportate da Galvano Fiamma all'inizio del XIV secolo gli imperatori del Sacro Romano Impero, in occasione dell'incoronazione a re d'Italia, avrebbero dovuto abbracciare la colonna. Secondo quanto narra Galvano Fiamma essi giuravano sul messale, ricevevano la corona ferrea e poi abbracciavano questa colonna:
(Galvano Fiamma, Chronichae)

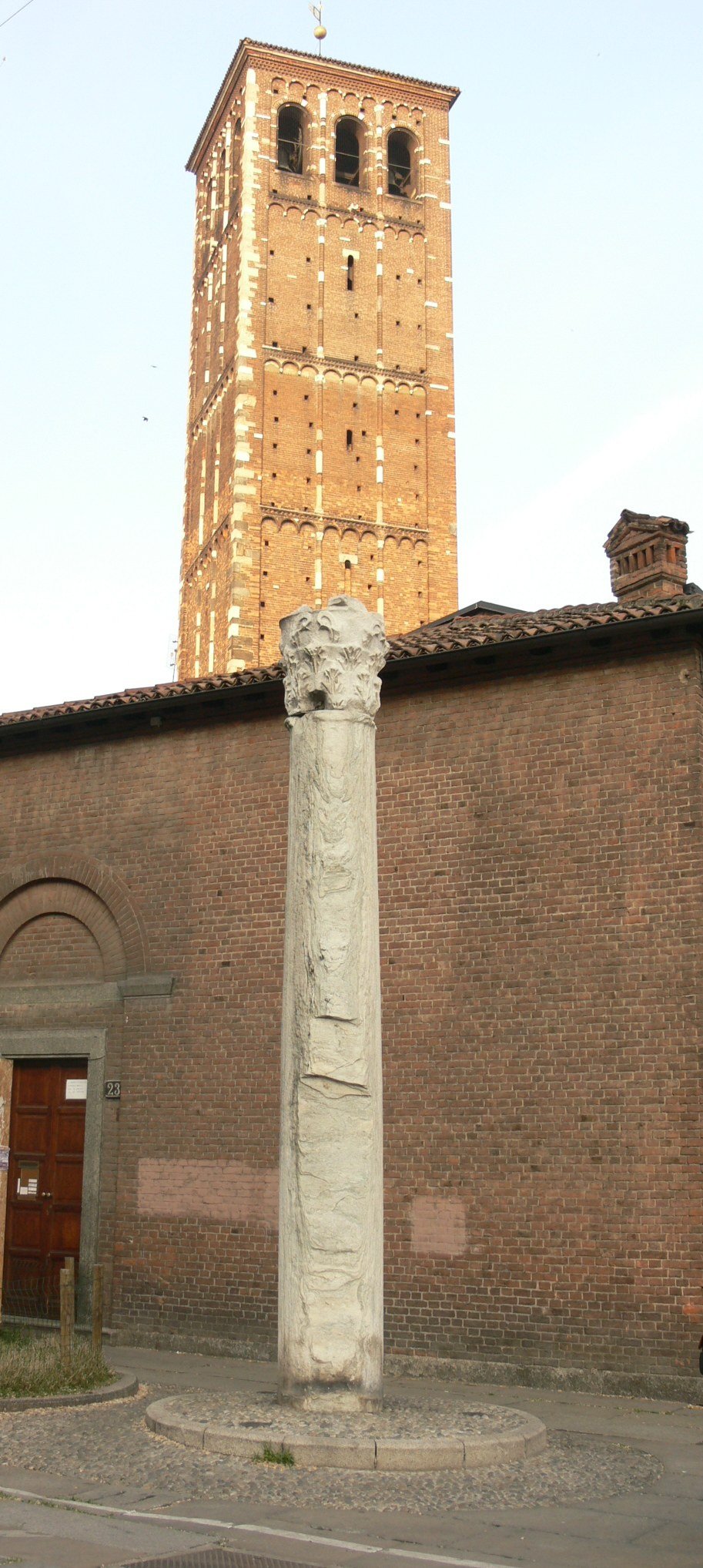
La colonna del Diavolo. Sullo sfondo si riconosce uno dei due campanili della basilica di Sant'Ambrogio

In un documento del 1507 invece si indicava che erano i pretori a doversi recare presso la colonna in occasione della loro nomina.
Nel 1883 venne eseguito uno scavo in corrispondenza della colonna e furono ritrovate sepolture di una dozzina di persone:
E così non solo si veniva a provare, che quella colonna non faceva parte di imperiale edificio, che nel luogo ove essa attualmente si trova fosse stato costruito; ma si veniva a gettare molta luce sulle misteriose tradizioni, che ne passati tempi si collegavano a quel momento. Questo vuol dirsi di alcune tombe scoperte sotto di essa colonna, tombe costrutte in laterizi, e che sembrano formanti parte di un intiero cimitero.»
(Dalla relazione degli scavi del 1883)
Questa era infatti una zona in cui erano stati anche sepolti i cristiani martirizzati dalle persecuzioni romane. Queste sepolture diedero origine a un cimitero ad martyres (non lontano sorgeva anche il mausoleo imperiale di San Vittore al Corpo, il cui nome richiama questo cimitero). Poco distante venne costruita la basilica di Sant'Ambrogio, che venne dedicata ai martiri, da cui il nome originario paleocristiano basilica martyrum. La basilica cambiò poi nome assumendo l'attuale tra il IX e il XI secolo.
La colonna fu scoperta durante altri scavi archeologici effettuati nel XIX secolo (il palazzo imperiale romano di Milano, da cui proveniva originariamente, fu infatti gradualmente demolito e spogliato dai suoi arredi tra la fine del dominio longobardo e la prima metà del X secolo), e precedenti a quelli sopra menzionati, nell'area del citato cimitero ad martyres. La colonna era posizionata in corrispondenza di una tomba, reclinata verso ovest e per metà sepolta. Molto probabilmente faceva da segnacolo per la tomba in questione.

## La leggenda

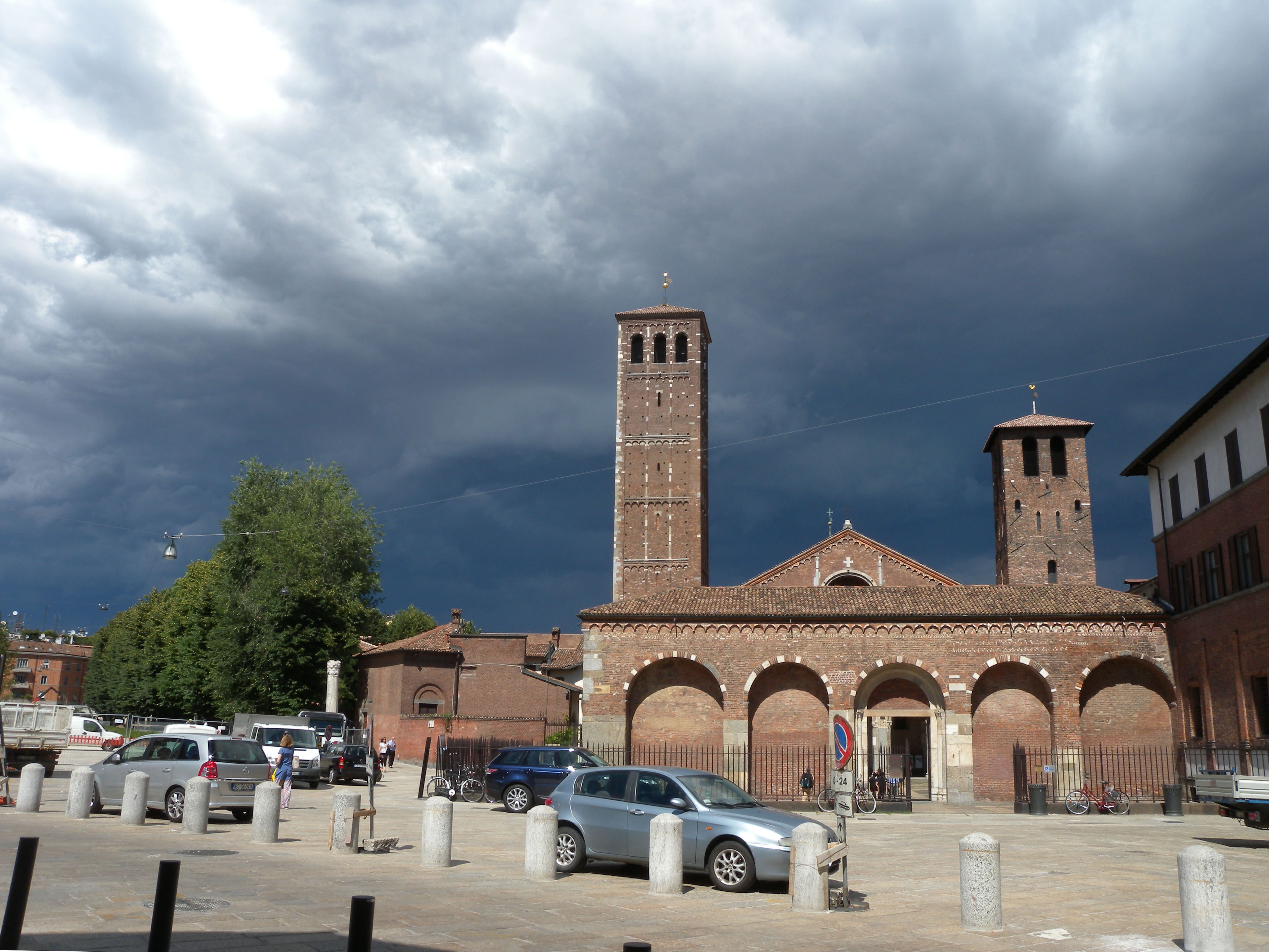
La basilica di Sant'Ambrogio a Milano vista da piazza Sant'Ambrogio. Sulla sinistra, davanti agli alberi, si riconosce la colonna del Diavolo

Il nome di colonna del Diavolo è dovuto a due leggende legate alla presenza di due fori sulla colonna stessa.
(Carlo Romussi)
Secondo queste due leggende la colonna fu testimone di una lotta tra sant'Ambrogio e il diavolo, che causò i due fori. La prima leggenda narra di un incontro avvenuto una mattina nel cortile della basilica di Sant'Ambrogio tra il santo milanese e il diavolo. In questo incontro il diavolo tentò di convincere sant'Ambrogio di passare al maligno, ma senza successo. Il santo milanese, spazientito dalla continua insistenza del diavolo, gli diede un calcio per cacciarlo dalla basilica. Il maligno si sbilanciò e colpì la colonna con le corna, che si conficcarono producendo i due buchi. Il diavolo restò conficcato nella colonna per un giorno, poi sparì utilizzando i due buchi creando così un varco per l'inferno. 
Seconda l'altra leggenda, il maligno, cercando di trafiggere il santo con le corna, finì invece per conficcarle nella colonna. Dopo aver tentato a lungo di divincolarsi, il demonio riuscì a liberarsi e, spaventato, fuggì. La tradizione popolare, come già accennato, vuole che i fori della colonna odorino di zolfo e che appoggiando l'orecchio alla pietra si possano sentire i suoni dell'inferno, in particolare il gorgogliare dello Stige, uno dei cinque fiumi presenti dell'inferno secondo la mitologia greca e romana.